# オゾンビ
『オゾンビ』（原題：Osombie）は、2012年公開のアメリカ合衆国のアクション映画。

## あらすじ
2011年5月2日、アフガニスタンにあるオサマ・ビンラディンのアジトがアメリカ軍の襲撃を受け、殺害される。
だが、死ぬ前にビンラディンは自分の身体にとある薬物を注射していたため、ヘリで搬送中にゾンビ化して暴れだしたため、乗っていたヘリもろとも海に落ちる。
元消防士のデレクは、アメリカ政府から発表された彼の死に納得がいかず、単身アフガンへ潜入し、デレクの妹・ダスティンも兄の身を案じて現地に行く。

## キャスト
- チップ - コリー・セヴィエール（英語版）
- ダスティ - イヴ・マウロ

兄のデレクを探すために、単身でアフガニスタンに乗り込んできた女性。
- トムボーイ - ダニエル・チャクラン（英語版）[1]

日本刀で武装する女性特殊部隊員。
- デレク - ハセン・ウェイド

「ビン・ラディンは死んでいない」と信じ込み、アフガニスタンでビン・ラディンを探す元消防士。
- チャポ - ウィリアム・ルビオ
- ジョーカー - ポール・D・ハント
- DC - マシュー・リーズ
- ドク - ベン・ユリー
- ブラヴォー - ジェームズ・ゲイスフォード
- ハーク - ダニー・ジェームズ